# Samuel Stückler
Samuel Stückler (* 14. Februar 2001) ist ein österreichischer Fußballspieler.

## Karriere

### Verein
Stückler begann seine Karriere beim SV Bad St. Leonhard. Im Jänner 2011 wechselte er in die Jugend des SK Sturm Graz, bei dem er ab der Saison 2015/16 auch sämtliche Altersstufen in der Akademie durchlief. Im Mai 2019 debütierte er gegen den VST Völkermarkt für die Amateure der Grazer in der Regionalliga. Bis zum Ende der Saison 2018/19 absolvierte er drei Partien in der dritthöchsten Spielklasse. In der Saison 2019/20 kam er bis zum Saisonabbruch zu 14 Regionalligaeinsätzen.
In der Winterpause der Saison 2020/21 rückte Stückler in den Profikader der Grazer. Für die Amateure kam er in jener Saison, die ebenfalls abgebrochen wurde, zu 13 Einsätzen. Im April 2021 erhielt er einen langfristigen Profivertrag bei Sturm. Sein Debüt für die Profis in der Bundesliga gab er im Mai 2021, als er am 32. Spieltag jener Saison gegen den Wolfsberger AC in der 71. Minute für Stefan Hierländer eingewechselt wurde. Insgesamt kam er zu zwei Bundesligaeinsätzen. Nach der Saison 2023/24 verließ er Sturm.
Nach einem halben Jahr ohne Klub wechselte Stückler im Jänner 2025 zum Zweitligisten ASK Voitsberg.

### Nationalmannschaft
Stückler spielte im Oktober 2015 erstmals für eine österreichische Jugendnationalauswahl. Im März 2020 absolvierte er gegen Slowenien seine einzige Partie für das U-19-Team.

## Erfolge
- Österreichischer Meister: 2024
- Österreichischer Cup-Sieger: 2023, 2024